# Koinè
Koinē (Grieks: Ἑλληνιστική Κοινή/ἡ κοινὴ διάλεκτος/κοινή (γλώσσα); koinē (glōssa) van Κοινή: gemeenschappelijk) was een Griekse taalvariant die van de 3e eeuw v.Chr. tot de 3e eeuw n.Chr. de voertaal was in het oostelijke Middellandse Zeegebied. Het diende als lingua franca in een uitgestrekt gebied, van het huidige Marseille tot het noorden van India. Het is de taal waarin het Nieuwe Testament is geschreven.
Strabo (64/63 v.Chr. - ca. 24 n.Chr.) onderscheidde als eerste vier Griekse dialecten in zijn Geographica: Attisch, Ionisch, Dorisch en Aeolisch. In de 2e eeuw n.Chr. voegde Clemens van Alexandrië een vijfde dialect toe: Koinē. Het was niet eenvoudig om Koinē een plaats te geven. Sommigen meenden dat de vier oorspronkelijke dialecten (Attisch, Ionisch, Dorisch en Aeolisch) uit Koinē voortkwamen. Anderen stelden dat Koinē ontstond door vermenging van deze vier dialecten. Een derde theorie betoogde dat Koinē werd gekenmerkt door vaste regels, terwijl de andere dialecten zich hieraan niet hielden.

## Theorieën over Koinē
In de vroegmoderne periode (17e eeuw) ontstonden verschillende theorieën over de oorsprong en het gebruik van Koinē. Volgens de Franse grammaticus Petrus Antesignanus bestond Koinē uit de beste kenmerken van de Griekse dialecten, met het Attisch als dominante component. Verschillende academici, waaronder de achttiende-eeuwse geleerde Hermann von der Hardt, stelden dat Koinē voornamelijk gebaseerd was op het Attische dialect, een opvatting die nu breed wordt geaccepteerd. Sommigen beschouwden Koinē als een latere vorm van het Attisch en dus niet als een zelfstandig dialect.
Koinē werd ook gezien als het belangrijkste prozadialect naast het Attisch, in tegenstelling tot andere dialecten die vooral in poëzie werden gebruikt. De classicus Richard Bentley (1662-1742) suggereerde dat Koinē de taal was van de hogere klasse en uitsluitend door geleerden werd gebruikt, vergelijkbaar met het Latijn in zijn tijd. Volgens anderen was Koinē juist de taal van de lagere klassen. Claude de Saumaise stelde dat Koinē oorspronkelijk in Thessalië ontstond en later een gemeenschappelijke taal werd die niet langer aan één regio gebonden was. Hierdoor zou Koinē volgens hem geen dialect meer zijn, omdat een dialect typisch door één specifieke bevolkingsgroep wordt gesproken. De Duitser Georg Friedrich Thryllitsch (1688-1715) ging nog verder en betoogde dat er geen bewijs was voor het bestaan van Koinē; volgens hem was het een “droom van geleerde mannen” en werd Koinē pas gecreëerd door grammatici om gemeenschappelijke vormen in de verschillende dialecten te verklaren.

## Oorsprong en verspreiding

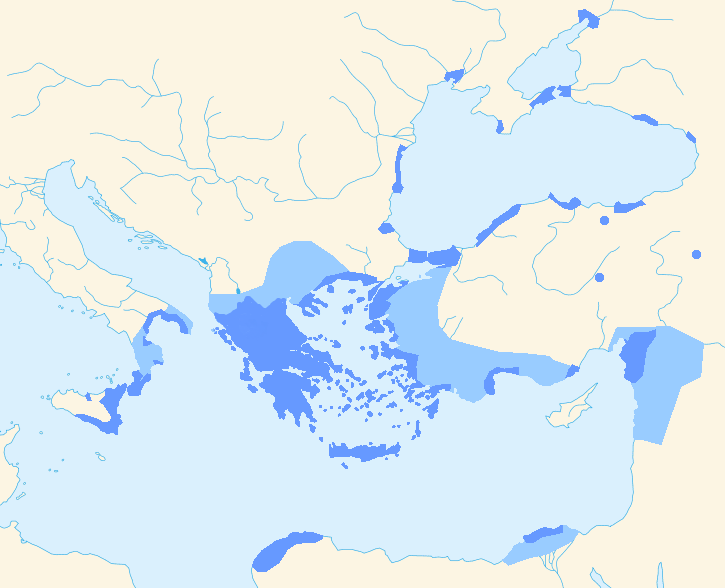
Griekstalige gebieden in de hellenistische periode (323 tot 31 v.Chr.).
Griekstalige meerderheid
Verregaand gehelleniseerd met significante Griekstalige minderheid

Koinē vindt zijn oorsprong in het Attisch, een van de Oudgriekse dialecten. Door de hegemonie van Oude Athene in de 5e eeuw v.Chr. en de invloed van Atheense schrijvers uit de 5e en 4e eeuw v.Chr., was het Attisch het dominante dialect in het oostelijke Middellandse Zeegebied. De Macedonische aristocratie werd aangetrokken door deze Atheense culturele invloed en omarmde het atticisme, wat sterk bijdroeg aan de verspreiding van Koinē.
Alexander III van Macedonië (356-323 v.Chr.), beter bekend als Alexander de Grote, veroverde in de late 4e eeuw v.Chr. uitgestrekte gebieden, waaronder Anatolië, Syrië, Egypte en het Perzische Rijk tot aan de grenzen van India. Zijn dood markeerde het begin van de hellenistische periode (323-31 v.Chr.).
Het Macedonische dialect had onvoldoende prestige om als universele taal van het rijk te dienen. Daarom koos Alexander voor het Attische dialect, dat dankzij het atticisme aan het Macedonische hof aanzien en dominantie genoot. Tijdens het bewind van Philippus II (5e tot 4e eeuw v.Chr.) was het Attisch al de officiële taal in educatie, administratie en politiek. Met de expansie van het rijk groeide ook de invloed van de Griekse taal en cultuur. Het Attisch evolueerde zo tot Koinē, de gemeenschappelijke geschreven taal van de hellenistische wereld. Koinē bevorderde vlotte communicatie tussen gehelleniseerde steden, wat handel, diplomatie en bureaucratie sterk ondersteunde.
De verspreiding van Koinē was grotendeels te danken aan haar rol als kolonisatietaal, waarmee de Griekse cultuur werd overgedragen op nieuw veroverde gebieden. Door gecentraliseerde bestuursorganen waarin Koinē de hoofdtaal was, verloren andere dialecten aan belang. In de 3e eeuw v.Chr. groeide het aantal sprekers dat naast hun moedertaal ook Koinē gebruikte. In de oude Griekse stadstaten bleven dialecten alleen in afgelegen gebieden als omgangstaal en in lokale administratie in gebruik. Door de dominantie van Koinē in handel, educatie en politiek werd het taalgebruik in het rijk steeds universeler.
Een literair-artistieke versie van Koinē werd gebruikt door hellenistische auteurs zoals Polybios, Lucius Cassius Dio, Plutarchus en Lucianus van Samosata. Zij verfijnden de volkstaal tot een hogere, literaire vorm.

## Nieuwtestamentisch Grieks

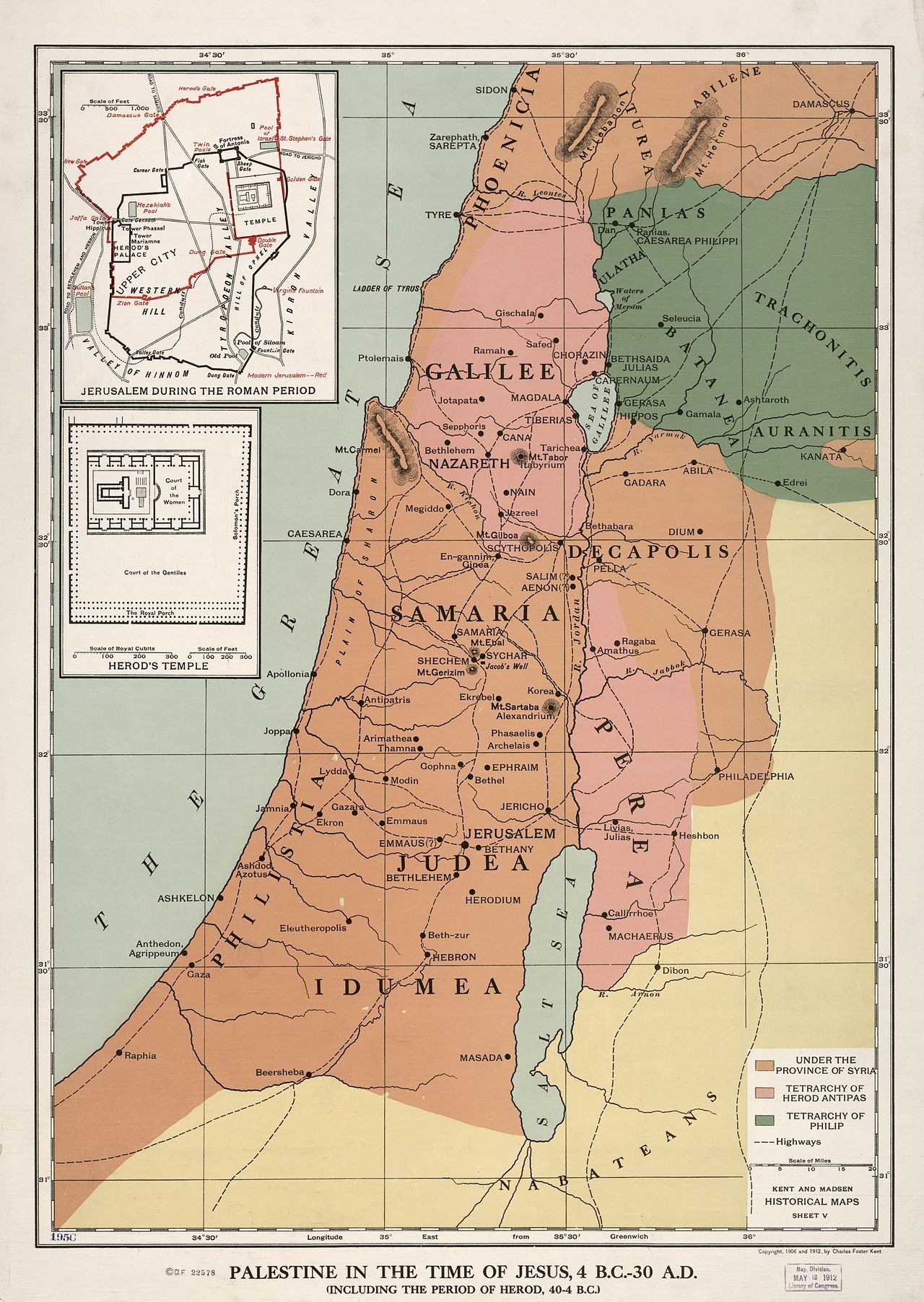
Palestina rond het begin van de jaartelling

Grieks was de tweede taal voor Palestijnse Joden en de moedertaal van de Joden in de westerse diaspora. Daarom is het Nieuwe Testament in de 1e eeuw n.Chr. in het Grieks geschreven.
De stijl van het Nieuwe Testament leidde in de 17e en 18e eeuw tot discussies onder theologen. De hebraïsten stelden dat de stijl sterk beïnvloed was door het Hebreeuwse Oude Testament. Vanwege de Semitische context meenden zij dat de auteurs in een soort Joods Grieks schreven, waarbij hun gedachtegang en levenswijze in de tekst doorsijpelden. Samen met de Septuaginta, de Griekse vertaling van het Oude Testament, spreekt men daarom van Bijbels Grieks. Tegenwoordig wordt aangenomen dat de taal van het Nieuwe Testament geen afzonderlijk dialect (Joods of Bijbels Grieks) is, maar een regionale variant, namelijk Syro-Palestijns Koinē. Enige Semitische invloed wordt echter niet ontkend. De taalpuristen geloofden daarentegen dat de taal niet door andere talen beïnvloed was. De Duitse pastoor Gustav Adolf Deissmann (1866-1937) toonde rond de eeuwwisseling aan dat het taalgebruik van het Nieuwe Testament nauw verwant is aan het alledaagse Koinē van de 1e eeuw n.Chr.
De stijl van het Nieuwe Testament is opvallend eenvoudig en routinematig. Zinnen zijn vaak kort, met herhaling van belangrijke zinsdelen en een voorkeur voor finiête werkwoorden. Atticismen worden vermeden. Dit komt doordat de auteurs meestal geen hogere opleiding hadden genoten en hun moedertaal vaak Aramees was, waardoor zij regelmatig steunden op Aramese constructies. Hierdoor zijn Semitische zinsstructuren, zoals "hij sprak, zeggende...", in de tekst geslopen.

## Koinē in Rome
Griekenland en de Hellenistische koninkrijken werden door Rome veroverd tussen 272 v. Chr. (val van Tarente) en 30 v. Chr. (inlijving van Egypte). Het Grieks werd, in tegenstelling tot de talen van andere volkeren (in Italië, Gallië, Hispania etc.), niet verdrongen door het Latijn van de Romeinen, maar oefende net een significante invloed uit op de samenleving van de Romeinse veroveraar. De Romeinse dichter Horatius brengt dit poëtisch onder woorden in Epist. II, 1.156-7:
“Graecia capta ferum victorem cepit et artes | intulit agresti Latio.” (Het overwonnen Griekenland nam zijn wilde overwinnaar in en bracht de kunsten in het boerse Latium). 
Deze invloed bleef niet beperkt tot louter literaire invloeden, zoals de dactylische hexameter die de saturnische verzen verving: ook de Griekse taal – op dat moment het Koinē – speelde een belangrijke rol, voornamelijk in de hoogste regionen van de Romeinse samenleving.
Gegoede Romeinse jongelingen leerden Grieks van vrijgelaten slaven en ondernamen als kroon op hun vorming een reis naar Griekenland om zich te verdiepen in de filosofie en retoriek. De alomtegenwoordigheid van die Griekse invloed in Rome (Juvenalis spreekt in de Keizertijd denigrerend over de ‘Graecam urbem’ in Sat. III, 61) lokte in de 2de eeuw v. Chr. een anti-hellenistische beweging uit. Hoewel de roerganger van deze beweging, Cato de Oudere, zich perfect in het Grieks kon uitdrukken, weigerde hij de taal te spreken. Bij wijze van statement publiceerde hij als eerste een Romeinse geschiedenis is het Latijn, de Origenes. Varro, als leerling van de behoudsgezinde L. Aelius Stilo, kan ook tot deze strekking worden gerekend: met zijn werk De lingua Latina droeg hij bij aan de idee van de autonomie van het Latijn. 

Toch was Latijn nog altijd exclusief de taal waarin de politiek in Rome werd bedreven. Volgens Valerius Maximus (II, 2.2) antwoordden Romeinse magistraten bijvoorbeeld enkel in het Latijn op Griekstalige ambassadeurs. Zo zouden ze de ‘maiestas’ van het Romeinse volk benadrukken. Volgens Suetonius (Tib., 71) zou ook keizer Tiberius, die vloeiend Grieks sprak, het gebruik ervan mijden in het senaatsgebouw (keizer Claudius zou er later echter geen graten in zien om de senaat in het Grieks toe te spreken). Het Grieks (Koinē) was derhalve de taal die gebruikt werd in de private sfeer van de Romeinse aristocratie. Dat intieme karakter van het Grieks toont zich in de (tweetalige) Romeinse literatuur. Welgestelde Romeinen lijken naar het Grieks terug te grijpen wanneer ze hun emotie of affectie willen uiten: denk aan de beruchte woorden van Julius Caesar toen hij de Rubicon overstak, die hij luidens Plutarchus (Pomp., 60.2) in het Grieks uitsprak: 
“καὶ τοσοῦτον μόνον Ἑλληνιστὶ πρὸς τοὺς παρόντας ἐκβοήσας, ‘ἀνερρίφθω κύβος’, διεβίβαζε τὸν στρατόν.”  (En nadat hij aan diegenen die bij hem stonden in het Grieks enkel deze woorden uitgeroepen had: ‘laat de teerling geworpen zijn’, zette hij het leger over.) 
Vergelijkbaar zijn Caesars laatste woorden, die hij richtte tot zijn zoon Brutus, evenmin in het Latijn, maar in het Grieks: 
“καὶ σὺ τέκνον;” (Ook jij, mijn zoon?) 
Juvenalis spot in Sat. VI met het Grieks als voertaal tijdens het liefdesspel: 
“omnia Graece […] hoc sermone pavent, hoc iram gaudia curas, hoc cuncta effundunt animi secreta: quid ultra? Concumbunt Graece […] quotiens lascivum intervenit illud ζωὴ καὶ ψυχή […]” (Alles gebeurt in het Grieks … in deze taal vrezen ze, zijn ze kwaad, blij en verdrietig, in deze taal storten ze alle geheimen uit hun ziel: wat schiet er nog over? Ze vrijen in het Grieks … hoe vaak komt dat hitsige ‘Leven en ziel!’ er niet tussen …)
Ook de correspondentie van Marcus Tullius Cicero aan Atticus barst van de Griekse woorden en frasen die Cicero’s affectie voor zijn goede vriend en zijn liefde voor de Griekse cultuur moeten weergeven. Het dergelijke gebruik van het Grieks wordt door sommige onderzoekers gelinkt aan een passage uit Quintilianus (I, 1.12) die stelt dat aristocratische kinderen als eerste taal het Grieks aangeleerd kregen, nog voor het Latijn. Voor Romeinen die een dergelijke opvoeding hebben genoten is het Grieks dus een soort ‘moedertaal’ waarnaar zij terugkeren op persoonlijke of emotionele momenten. Quintilianus (I, 1.13) waarschuwt wel voor de gevolgen van te laat contact met de Latijnse taal, zoals afwijkingen in de uitspraak en een teveel aan Griekse spreekwoorden in het taalgebruik. Volgens hem duiken zulke gevallen te veel op (“sicut plerisque moris est”). Ook Hiëronymus (Epist. 107.9) baart zich zorgen op dat vlak. Een voorbeeld van dien aard is ons bekend vanuit een latere periode: Paulinus van Pella, de kleinzoon van de dichter Ausonius (in wiens werken het wemelt van de Griekse passages), zou op jonge leeftijd erg intensief Grieks hebben geleerd waardoor hij de Latijnse taal minder goed beheerste en derhalve moeite bleek te hebben met het lezen van Vergilius.
Daarnaast had het Grieks een prominente rol in Rome als de intellectuele taal van de wetenschap en filosofie. In zijn correspondentie greep Cicero bijvoorbeeld terug op Griekse woorden voor medische termen, aangezien het Latijnse vocabularium in dat geval ontoereikend bleek. Keizer Claudius zou volgens Suetonius (Claud., 42.5) werk over de Etruskische en Carthaagse geschiedenis in het Grieks hebben geschreven. Ook zijn beroemde filosofische notities, de Meditaties, stelde keizer Marcus Aurelius op in het Grieks, zoals veel – zelfs rasechte Italiaanse – stoïcijnen hun geschriften in het Grieks componeerden (Seneca is een uitzondering op dat vlak).
Grieks was ook de liturgische taal van de eerste christenen rond Petrus en Paulus in Rome en de brief van Paulus aan de Romeinen was ook in het Koinē-Grieks opgesteld. Het Kyrie (Grieks: κύριε ἐλέησον "Heer, ontferm U") en het woord eucharistie (Grieks: εὐχαριστέω "dankzeggen") zijn nog overblijfselen uit deze tijd. Ook in de christelijke catacomben van Rome zijn de meeste opschriften in het Grieks.
De kwaliteit van de Romeinse tweetaligheid was sterk persoonsgebonden. Van Cicero’s Atticus zei men bijvoorbeeld dat hij zo vlot Grieks sprak, dat het leek alsof hij in Athene was geboren, terwijl keizer Augustus, die uitblonk in de Griekse literatuurstudies, de taal niet machtig genoeg was om vloeiend een gesprek te voeren. Een Romein als Lucius Licinius Lucullus zou volgens Cicero opzettelijk grammaticale fouten hebben begaan in het spreken van Grieks om zodoende de Romeinse eigenheid niet te verliezen.

## Alfabet en schrijfwijze

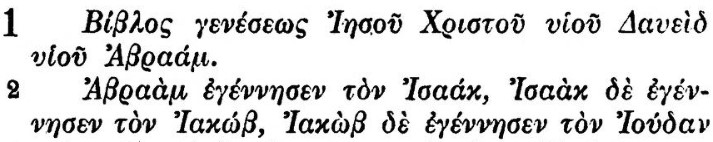
De eerste woorden van het Nieuwe Testament met accenten en interpunctie (Nestlé, 1904)

Het Koinē maakt gebruik van het Oudgriekse alfabet, met uitsluiting van obsolete tekens zoals Digamma en Qoppa. Hoewel er tekens voor interpunctie bestaan, maakten de meeste auteurs er in de praktijk nauwelijks of geen gebruik van. De meeste uitgevers van Griekse teksten passen vandaag interpunctie toe, terwijl ze de tekst ook met Oudgriekse accenttekens verrijken.

## Uitspraak
De uitspraak van het Grieks is in de loop van de eeuwen sterk veranderd. Het Koinē ontstond in een dynamische fase van deze ontwikkeling en heeft in zijn latere vorm in veel opzichten meer gemeen met het moderne Grieks dan met het Oudgrieks. Het gaat onder meer om veranderingen in de lengte van de klinkers, het verlies van de tonaliteit, het verlies van veel tweeklanken en veranderingen in de uitspraak van bepaalde medeklinkers. De volgende tabel geeft de vermoedelijke algemene uitspraak rond het begin van de jaartelling weer.
| Letter          | Naam    | Uitspraak (IPA) |                                      |
| --------------- | ------- | --------------- | ------------------------------------ |
| Α α             | Alfa    | a               | korte, heldere a, zoals in 'Kaboel'  |
| Β β             | Bèta    | β               | zoals v in Spaans 'labio'            |
| Γ γ             | Gamma   | ç               | zoals ch in Duits 'ich'              |
| Δ δ             | Delta   | d               |                                      |
| Ε ε             | Epsilon | e               | zoals in 'streng', kort uitgesproken |
| Ζ ζ             | Zèta    | z               |                                      |
| Η η             | Èta     | eː              | zoals in 'vreemd', lang uitgesproken |
| Θ θ             | Thèta   | θ               | zoals th in Engels 'think'           |
| Ι ι             | Jota    | i               | zoals in 'biet'                      |
| Κ κ             | Kappa   | k               |                                      |
| Λ λ             | Lambda  | l               |                                      |
| Μ μ             | Mu      | m               |                                      |
| Ν ν             | Nu      | n               |                                      |
| Ξ ξ             | Xi      | ks              |                                      |
| Ο ο             | Omikron | o               | zoals in 'modaal'                    |
| Π π             | Pi      | p               |                                      |
| Ρ ρ             | Rho     | r̥ / r           | rollende r                           |
| Σ σ             | Sigma   | s               |                                      |
| Τ τ             | Tau     | t               |                                      |
| Υ υ             | Ypsilon | y               | zoals in 'stuk'                      |
| Φ φ             | Phi     | f               |                                      |
| Χ χ             | Chi     | kʰ              |                                      |
| Ψ ψ             | Psi     | ps              |                                      |
| Ω ω             | Omega   | o               |                                      |
| Tweeklank       |         |                 |                                      |
| αι              |         | e               |                                      |
| αυ              |         | au              | a en oe, zoals in Italiaans 'auto'   |
| ει              |         | i               |                                      |
| ευ              |         | eu              | ui zoals in Zeus                     |
| οι              |         | y               | zoals in 'stuk'                      |
| ου              |         | u               | zoals in 'koek'                      |
| υι              |         | u               | zoals in 'koek'                      |
| Iota subscripta |         |                 |                                      |
| ᾳ               |         | a               |                                      |
| ῃ               |         | i               |                                      |
| ῳ               |         | o               |                                      |

## Morfologie
De morfologie van Koinē verschilt op meerdere punten van die van het Attisch Grieks, waarbij vereenvoudiging een belangrijke rol speelt. Zo worden bijwoorden op -α in plaats van -ως gebruikelijk, en wordt het lidwoord van de vrouwelijke nominatief meervoud vaak gelijk aan dat van de mannelijke nominatief meervoud door analogie.
Bij naamwoorden treden onder meer de volgende veranderingen op. De accusatief enkelvoud van woorden van de derde declinatie met uitgang -α krijgt de uitgang -αν, en die met uitgang -η krijgt -ην. Bij de eerste declinatie wordt de nominatief meervoud-uitgang -αι soms vervangen door -ες. Bij adjectieven vervangen de regelmatige comparatieven op -τερος en superlatieven op -τατος de onregelmatige vormen, zoals het Attische θάττων dat wordt vervangen door ταχύτερος. Ook bij voornaamwoorden zijn verschillen merkbaar. De persoonlijke voornaamwoorden σύ, σοῦ en σέ worden door analogie met ἐγώ, ἐμοῦ en ἐμέ vervangen door ἐσύ, ἐσοῦ en ἐσέ. Het aanwijzend voornaamwoord οὕτος, αὕτη, τοῦτο wordt in sommige teksten vereenvoudigd naar vormen zoals τούτη, οὕτον, τοῦτος en τοῦτοι.
Bij werkwoorden treden eveneens belangrijke veranderingen op. Werkwoorden op -μι maken plaats voor werkwoorden op -ω. Werkwoorden op -άω en -έω worden vaak door elkaar gebruikt. Onregelmatige werkwoorden, zoals οἶδα, krijgen een regelmatige vervoeging. De aoristus wordt in Koinē meestal regelmatig gevormd, waarbij productieve aoristuitgangen de niet-productieve vervangen. Zo verschijnt ἡμάρτησα (van ἁμαρτάνω) naast of in plaats van het klassieke ἥμαρτον. De derde persoon meervoud van het imperfectum en de niet-productieve aoristus eindigt op -οσαν. De tweede persoon enkelvoud van de imperatief aoristus eindigt niet langer op -ον, maar op -ε, zoals de imperatief presens. De infinitief van de niet-productieve aoristus eindigt op -αι in plaats van -ειν. Mediale aoristen op -όμην en -άμην verdwijnen en worden vervangen door de passieve aoristus. Vanaf de 3e eeuw v.Chr. eindigt de derde persoon meervoud van het perfectum op -αν.

## Syntaxis
De syntaxis van Koinē verschilt op meerdere punten van het Attisch Grieks, met vereenvoudiging als centrale factor. Parataxis komt bijvoorbeeld veelvuldig voor. De dualis verdwijnt, en het gebruik van partikels neemt sterk af. Diminutieven verliezen hun verkleinende functie en worden gebruikt in plaats van de oorspronkelijke woorden, zoals παιδίον in plaats van παῖς (kind). Daarnaast worden ἴδιος (en in mindere mate οἰκεῖος) als bezittelijk voornaamwoord gebruikt. Partikels zoals ἄν, ἐάν, ὅταν, ἵνα en ὅπως worden vaker met de indicatief geconstrueerd in plaats van met de conjunctief.
Voorzetsels spelen in Koinē een belangrijke rol en worden vaker gebruikt om de functie van naamvallen te verduidelijken. Zo wordt de partitieve genitief vaak met ἐκ geconstrueerd, en de datief van de instrumentalis met ἐν. Het object van werkwoorden wordt vaak met voorzetsels uitgedrukt. Sommige voorzetsels verdwijnen, terwijl andere, vooral met de accusatief, vaker worden gebruikt en een bredere betekenis krijgen.
Bij werkwoorden zien we dat werkwoorden die voorheen andere naamvallen vereisten, in Koinē vaak met een accusatief worden gecombineerd, die de standaard object-naamval wordt. De optatief is vrijwel verdwenen en wordt vervangen door de conjunctief, imperatief, futurum, of constructies met ὤφειλον, ἠξίουν of ἤθελον met de infinitief. Het futurum wordt soms uitgedrukt met de indicatief presens, θέλω met infinitief, ἔχω met infinitief, de conjunctief aoristus, of νὰ met de conjunctief aoristus. De regels voor het augment worden minder strikt nageleefd. Intransitieve werkwoorden worden vaak transitief gebruikt, en actief, mediaal en passief worden regelmatig door elkaar gehaald. Er is ook een duidelijke voorkeur voor samengestelde werkwoorden boven enkelvoudige.

## Semantiek
In Koinē zijn op semantisch vlak enkele veranderingen merkbaar ten opzichte van het Attisch Grieks. Oude woorden krijgen nieuwe betekenissen, vaak met een religieuze of ethische connotatie. Daarnaast worden bestaande woorden gebruikt om nieuwe, vooral Romeinse, concepten uit te drukken. Nieuw gevormde woorden duiden religieuze, administratieve, militaire en wetenschappelijke ideeën aan. Ook worden vreemde woorden geïntroduceerd om buitenlandse concepten, objecten of gewoonten te benoemen.